# حلقه آتش (فیلم ۲۰۰۶)
مکس هاوک: حلقه آتش (به انگلیسی: Max Havoc: Ring of Fire) یک فیلم ویدئویی، اکشن کانادایی به کارگردانی تری اینگرام محصول سال ۲۰۰۶ با بازی میکی هارت در نقش مکس هاوک که نقش خود را از فیلم قبلی مکس هاوک: نفرین اژدها (۲۰۰۵) به عنوان یک عکاس و قهرمان سابق کیک‌بوکسینگ تکرار می‌کند.

## داستان
مکس هاوک (میکی هارت) قهرمان بازنشسته کیک بوکسینگ هنوز به عنوان عکاس ورزشی برای یک مجله کار می‌کند. مکس باید از سوزی بلین، یک چهره مشهور تنیس عکس بگیرد. اما هنگامی که او به هتلی در حومه سیاتل می‌رسد، پسر کوچکی به نام امیل چمدانی را می‌دزدد که حاوی دوربین گران قیمت و تجهیزات دیگر او است. دزد جوان در طول فرار خود، تکه‌ای از لباس خود را با برچسبی که به یک ماموریت بسیار قدیمی در یک منطقه ممنوعه اشاره می‌کند، گم می‌کند. خواهر کارولین به مکس در مورد یک باند خیابانی اطلاع می‌دهد که به طور سیستماتیک مغازه دارهای قدیمی را می‌ترساند. همانطور که مکس متوجه می‌شود که امیل یک بار شروع به دزدی کرد زیرا والدینش (همچنین مغازه دار) در نتیجه آتش سوزی کشته شده بودند. در حالی که مکس هنوز حضور دارد، باند خیابانی ظاهر می‌شود و خواهر کارولین را تهدید می‌کند زیرا او تمایلی به پرداخت پول محافظت ندارد. مکس با گانگسترها مبارزه می‌کند اما از عضوی به نام رامون چشم پوشی می‌کند زیرا او برادر بزرگ امیل است. در نهایت مکس باید با دشمنی مبارزه کند که به نظر می‌رسد سبک مبارزه خود را بهتر از خود مکس می‌داند و ...

## بازخوردها
منتقدین فیلم تحت تأثیر دیالوگ‌های این فیلم یا خط داستانی آن قرار نگرفته‌اند، اما برای طرفداران فیلم که از هنرهای رزمی لذت می‌برند توصیه می‌شود. آلبرت والنتین از سینمای کونگ فو، مبارزه رزمی استیو مک مایکل و میکی هارت را در کیک بوکسینگ و مهارت موی تای تحسین کرد، اما از نور بسیار کم در صحنه‌های اکشن و رزمی شکایت کرد.